# Nagual
Nagual av Aztekiskans Nahuatl, naualli är en aztekisk form av skyddsväsen, som en person har. Personen kan sedan hamnskifta och ikläda sig den djuriska rollen som personens nagual har. Personen som har förmågan till nagual anses ha fått den genom speciella händelser kring personens födelse som att han/hon fötts en viss tidpunkt.
Den bärande idén bakom Nagual är att det finns en mystisk och oförklarlig verklighet där djur och människor är sammanlänkade. En Nagual var av många betraktad som ett magiskt väsen. En Nagual ansågs kunna kasta och bota trolldomar. Även om dessa idéer är gamla och härleds till aztekerna lever de ännu kvar som folktro i Mellanamerika.  Idén fanns spriden hos Mixe-, Nahua-, Zapoteker- och Mixteker-folken enligt Daniel G. Brinton. 
Liknande idéer finns i kristendomens skyddsängel och i idén om varulven.